# Бумажник (стадион, Сыктывкар)
«Бумажник» — спорткомплекс в Эжвинском районе Сыктывкара. Находится в ведении АО «Сыктывкарский ЛПК».
Спорткомплекс включает открытый стадион для проведения футбольных и хоккейных соревнований. Трибуны стадиона вмещают 4500 зрителей.

## История
Спорткомплекс строился как часть инфраструктуры Сыктывкарского ЛПК и был сдан в эксплуатацию в ноябре 1969 года.
Стадион был реконструирован в 2019 году: заменены опоры освещения, модернизированы зрительские трибуны и обновлена входная группа.
В сезоне 2019/20 стадион «Бумажник», в связи с проведением работ по реконструкции стадиона «Республиканский», использовался, в том числе, для проведения домашних матчей ХК «Строитель» Сыктывкар в чемпионате России по хоккею с мячом.